# Liacarus perezinigoi
Liacarus perezinigoi är en kvalsterart som beskrevs av Capilla 1972. Liacarus perezinigoi ingår i släktet Liacarus och familjen Liacaridae. Inga underarter finns listade i Catalogue of Life.